# White Lines

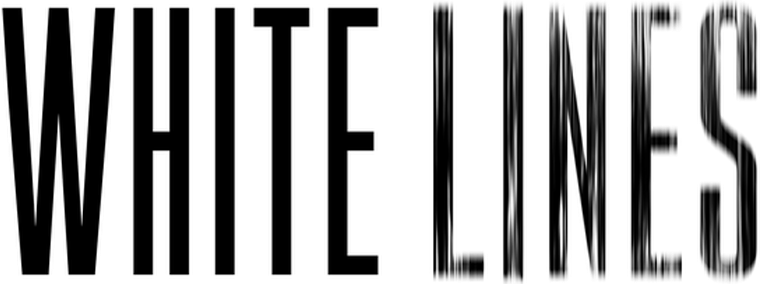
White Lines 2020

White Lines es una serie española original de Netflix, hablada casi toda en inglés, protagonizada por Laura Haddock, Juan Diego Botto, Marta Milans, Daniel Mays, Nuno Lopes, Pedro Casablanc y Angela Griffin, entre otros, que está producida por Vancouver Media y que fue estrenada el 15 de mayo de 2020.

## Sinopsis
Veinte años después de su desaparición, aparece el cuerpo de un DJ británico en Almería. Su hermana viaja entonces hasta la isla de Ibiza para formar parte de una investigación que tendrá como objetivo saber qué es lo que pasó realmente con el chico y reconstruir sus últimas horas de vida.

## Reparto
- Laura Haddock como Zoe Walker
- Nuno Lopes como Boxer
- Marta Milans como Kika Calafat
- Zoe Mulheims como joven Kika Calafat
- Laurence Fox como David
- Daniel Mays como Marcus
- Angela Griffin como Anna
- Juan Diego Botto como Oriol Calafat
- Pedro Casablanc como Andreu Calafat
- Belén López como Conchita Calafat
- Francis Magee como Clint Collins
- Barry Ward como Mike Collins
- Tom Rhys Harries como Axel Collins
- Maggie O'Neill como Yoana
- India Fowler como Zoe Walker (joven)
- Ceallach Spellman como Marcus (joven)
- Kassius Nelson como Anna (joven)
- Jonny Green como David (joven)
- Jade Alleyne como Tanit Ward
- Javi Coll como Juan Miguel Fonseca
- Ginés García Millán como Rafael

## Capítulos
| N.º | Título        | Dirigido por | Escrito por                                                                              | Fecha de lanzamiento original |
| --- | ------------- | ------------ | ---------------------------------------------------------------------------------------- | ----------------------------- |
| 1   | «Episodio 1»  | Nick Hamm    | Álex Pina, Esther Martínez Lobato, Javier Gómez Santander, David Barrocal y Alberto Úcar | 15 de mayo de 2020            |
| 2   | «Episodio 2»  | Nick Hamm    | Álex Pina, Esther Martínez Lobato, David Barrocal y Alberto Úcar                         | 15 de mayo de 2020            |
| 3   | «Episodio 3»  | Luis Prieto  | Álex Pina, Esther Martínez Lobato, David Barrocal y Alberto Úcar                         | 15 de mayo de 2020            |
| 4   | «Episodio 4»  | Luis Prieto  | Álex Pina, Esther Martínez Lobato, David Barrocal y Alberto Úcar                         | 15 de mayo de 2020            |
| 5   | «Episodio 5»  | Luis Prieto  | Álex Pina y Esther Martínez Lobato                                                       | 15 de mayo de 2020            |
| 6   | «Episodio 6»  | Ashley Way   | Álex Pina, David Barrocal y Alberto Úcar                                                 | 15 de mayo de 2020            |
| 7   | «Episodio 7»  | Ashley Way   | Álex Pina y Esther Martínez Lobato                                                       | 15 de mayo de 2020            |
| 8   | «Episodio 8»  | Ashley Way   | Álex Pina, David Barrocal, Alberto Úcar y Nacho Sánchez Quevedo                          | 15 de mayo de 2020            |
| 9   | «Episodio 9»  | Nick Hamm    | Álex Pina, Esther Martínez Lobato y David Barrocal                                       | 15 de mayo de 2020            |
| 10  | «Episodio 10» | Nick Hamm    | Álex Pina, Esther Martínez Lobato, David Barrocal, Alberto Úcar y Nacho Sánchez Quevedo  | 15 de mayo de 2020            |